# Chahrīq-e Soflá
Chahrīq-e Soflá (persiska: چهریق سفلی) är en ort i Iran.   Den ligger i provinsen Västazarbaijan, i den nordvästra delen av landet, 700 km väster om huvudstaden Teheran. Chahrīq-e Soflá ligger 1 568 meter över havet och antalet invånare är 310.
Terrängen runt Chahrīq-e Soflá är varierad. Chahrīq-e Soflá ligger nere i en dal. Runt Chahrīq-e Soflá är det ganska tätbefolkat, med 83 invånare per kvadratkilometer. Närmaste större samhälle är Salmās, 18,8 km nordost om Chahrīq-e Soflá. Trakten runt Chahrīq-e Soflá består i huvudsak av gräsmarker.